# Sudamericano de Rugby 1998
El Sudamericano de Rugby de 1998 fue el último torneo con el formato de una sola división, dos años después se estaban jugando el Sudamericano de Rugby A 2000 en Uruguay y el Sudamericano de Rugby B 2000 en Brasil. Este cuadrangular se desarrolló durante octubre en las capitales de los países participantes. 

## Equipos participantes
- Selección de rugby de Argentina (Los Pumas)
- Selección de rugby de Chile (Los Cóndores)
- Selección de rugby de Paraguay (Los Yacarés)
- Selección de rugby de Uruguay (Los Teros)

## Posiciones
| Pos. | Equipo    | Encuentros | Encuentros | Encuentros | Encuentros | Tantos  | Tantos    | Tantos     | Puntos |
| Pos. | Equipo    | jugados    | ganados    | empatados  | perdidos   | a favor | en contra | diferencia | Puntos |
| ---- | --------- | ---------- | ---------- | ---------- | ---------- | ------- | --------- | ---------- | ------ |
| 1    | Argentina | 3          | 3          | 0          | 0          | 114     | 31        | + 83       | 6      |
| 2    | Uruguay   | 3          | 2          | 0          | 1          | 127     | 46        | + 81       | 4      |
| 3    | Chile     | 3          | 1          | 0          | 2          | 88      | 62        | + 26       | 2      |
| 4    | Paraguay  | 3          | 0          | 0          | 3          | 20      | 210       | - 190      | 0      |

Nota: Se otorgan 2 puntos al equipo que gane un partido, 1 al que empate, 0 al que pierda

## Resultados[1]

### Primera Fecha
| 3 de octubre | Chile | 13 - 20 | Uruguay | Stade Francais, Santiago, Chile |  |
|              |       | Reporte |         |                                 |  |

| 3 de octubre | Paraguay | 0 - 59 | Argentina | cancha del San José Rugby Club, Asunción, Paraguay |  |

### Segunda Fecha
| 10 de octubre | Chile | 17 - 25 | Argentina | Prince of Wales Country Club, Santiago, Chile |  |
|               |       | Reporte |           |                                               |  |

| 10 de octubre | Uruguay | 93 - 3  | Paraguay | cancha del Carrasco Polo Club, Montevideo, Uruguay |  |
|               |         | Reporte |          |                                                    |  |

### Tercera Fecha
| 17 de octubre | Argentina | 30 - 14 | Uruguay | cancha del Club Atlético de San Isidro, Buenos Aires, Argentina |  |
|               |           | Reporte |         |                                                                 |  |

| 17 de octubre | Paraguay | 17 - 58 | Chile |  |  |
|               |          | Reporte |       |  |  |

| Bandera de Argentina |
| Campeón Argentina    |
| Vigésimo título      |